# Melchor Ocampo (Hidalgo)
Melchor Ocampo también conocido como El Salto es una localidad mexicana, ubicada en el municipio de Tepeji del Río de Ocampo en el estado de Hidalgo. 

## Geografía
Se encuentra en la región geográfica del Valle del Mezquital; a la localidad le corresponden las coordenadas geográficas 19° 56’ 37.983” de latitud norte y 99° 17’ 07.091” de longitud oeste, con una altitud de 2159 m s. n. m. Cuenta con un clima semiseco templado.
En cuanto a fisiografía se encuentra dentro de la provincia del Eje Neovolcánico, dentro de la subprovincia de Lagos y volcanes de Anáhuac; su terreno es de lomerío.  En lo que respecta a la hidrografía se encuentra posicionado en la región del Pánuco, dentro de la cuenca del río Moctezuma, en la subcuenca del río El Salto.

## Demografía
En 2020 registró una población de 5611 personas, lo que corresponde al 6.20 % de la población municipal, de los cuales 2815 son hombres y 2796 son mujeres.
| Gráfica de evolución demográfica de Melchor Ocampo entre 1921 y 2020                         |
|                                                                                              |
| Población de los censos y conteos del Instituto Nacional de Estadística y Geografía (INEGI). |